# Sigrid Ekehielm
Sigrid Ekehielm, död 1700 i Varnums socken, Värmland, var en svensk bruksägare.

## Biografi
Sigrid Ekehielm var dotter till Bengt Ekehielm. Sigrid Ekehielm var gift tre gånger, första gången 1669 med Christian Stiernflycht, andra gången 1671 med Crispin Flygge och tredje gången 1675 med Marcus Cronström. 
Efter sin far ärvde hon bland annat Ekensbergs säteri, och redan 1666 lät hon anlägga Niklasdamms hammar i Varnums socken. Genom sin andra make blev paret ägare till en rad hyttor och hamrar i Värmland. 
Äktenskapet blev barnlöst och arvet efter maken skulle gå till hans släktingar, men Sigrid Ekehielm förklarade sig då vara gravid. Åtta månader efter hans död födde hon en son, som blev arvtagare till hans egendomar. Släktingarna till Flygge försökte ifrågasätta faderskapet för barnet och även tillskansa sig förmyndarskapet för honom, men förgäves. 
1679 avled hennes tredje man och året därpå även hennes son med Crispin Flygge, varvid hon ärvde hans tillgångar. I samband med detta skred släkten Flygge till auktion och åtalade Sigrid Ekehielm för att ha köpt barnet av en korpralsänka i Stockholm. Under rättegången som väckte stor uppmärksamhet visade sig ryktena om Sigrid Ekehielm vara uppdiktade och 1682 friades hon från anklagelserna, medan de inblandade i släkten Flygge som försökt föra fram falska bevis mot henne straffades hårt. Bland dem märks Kristinehamns borgmästare, Olof Persson, och kyrkoherden där, Birger Carlberg, som båda dömdes till döden men senare benådades.
Som änka gjorde sig Sigrid Ekehielm känd som en driftig affärskvinna och intog en framträdande roll bland Värmlands bruksägare. Vid Niklasdamms hammar som en tid på grund av tvist om ägarrätten stått öde erhåll hon 1687 nya privilegier. Hennes främsta bruk var Bofors och Björkborns, och 1688 anlade hon Tväras hytta och i Lungsund socken fick hon nya privilegier för Matlångs och Ackjärs hamrar. Redan på 1670-talet gjorde hon stora leveranser av järn till amiralitetet, men sålde främst sitt järn till köpmän i Göteborg.
Reduktionen drabbade Sigrid Ekehielm hårt. Flera av hennes hemman drogs in till kronan, och till och med Ekensberg tvingades hon pantsätta för skulder. Säteriet Västervik (numera Gustavsvik) kunde hon rädda genom att byta bort andra gårdar.